# Loi des trois prises
La loi des trois prises (en anglais : Three strikes law) est une disposition législative en vigueur aux États-Unis, tant au niveau fédéral qu'au niveau de plusieurs États, permettant ou contraignant les juges à prononcer des peines de prison perpétuelle à l'encontre d'un prévenu condamné pour la troisième fois pour un délit ou un crime.

## Histoire

### Lutter contre la récidive ou « mettre hors d'état de nuire »
Contrairement à l'idée commune, ces lois ne visent pas tant à « lutter contre la récidive » qu'à enfermer et exclure de la société pendant de très longues périodes — la libération conditionnelle est parfois exclue — des délinquants, conformément à la théorie dite de la selective incapacitation (qu'on pourrait traduire par « mise hors d'état de nuire sélective ») selon laquelle un faible nombre de personnes ayant maille à partir avec la justice seraient responsables de la très grande majorité des crimes et délits. Ces lois ne visent pas spécialement des crimes graves, mais plus prosaïquement des vols ou des cambriolages, et touchent pour cette raison de façon disproportionnée les toxicomanes interpellés pour vol et de plus lourdement condamnés pour usage de stupéfiants.
Par définition, ces lois abandonnent tout effort de réinsertion ou de réhabilitation. La Californie modifie sa loi des trois prises par référendum le 6 novembre 2012. Dorénavant, les délits peu graves et commis sans violence en sont exclus.

### Des lois anciennes, mais une généralisation croissante tout au long duXXesiècle
D'autres lois que les three strikes laws proprement dites allongeant les peines de prison en cas de récidive existent. Le Massachusetts et la Virginie ont des lois de ce genre qui datent d'avant l'Indépendance ; l'Angleterre du XVIe siècle en avait aussi . De nombreux autres États adoptèrent des lois similaires des années 1920 à 1945. Vers le milieu du XXe siècle, plus de 20 États, ainsi que le gouvernement fédéral, avaient des lois qui soit permettaient soit obligeaient le juge à déclarer une peine de prison à vie, tantôt à la seconde récidive (troisième infraction - modèle des three strikes law), tantôt à la troisième ou quatrième récidive (quatrième ou cinquième infraction). On les appelaient des Baumes laws (en), d'après la loi de 1926 passé dans l'État de New York par le gouverneur Caleb H. Baumes (en). En 1980, 40 États ont de telles lois, ainsi que le gouvernement fédéral, le district de Columbia, Porto Rico et les îles Vierges, chiffre qui passe à 47 à la fin du XXe siècle.
Plus de 80 % de ces lois prévoient la perpétuité et une majorité d'entre elles excluent toute libération conditionnelle (libération sur parole).

## Application
La loi de Californie, adoptée en 1994 sur le modèle du Persistent Offender Accountability Act de l'État de Washington, prescrit une peine qui soit au moins la double que la première peine purgée pour un récidiviste ayant été condamné auparavant à un crime sérieux ou violent (felony). En cas de récidive ultérieure, la condamnation doit être au moins le triple de la seconde (donc si le sujet est condamné à 5 ans la première fois, 10 ans la seconde, il sera condamné à 30 ans pour la troisième), avec une peine plancher de 25 ans.
Au Texas, en Virginie-Occidentale ou dans l'État de Washington, à la seconde récidive, le condamné reçoit une peine plancher à vie (le juge est obligé de condamner à perpétuité). En Illinois, une double récidive d'un crime violent en l'espace de 25 ans conduit à la prison à vie.

### Gouvernement fédéral
Des dispositions du même type sont également rentrées dans l'arsenal judiciaire fédéral, dès les années 1950 .

### Date d'apparition par État
- 1926 : Baumes laws (en), État de New York ;
- 1974 : Texas [4] ;
- 1980 : 40 États disposent de telles lois, qui seront alourdies dans un grand nombre de cas dans les années suivantes ;
- en 1993 : État de Washington (Persistent Offender Accountability Act, le modèle de la Three strike law californienne) ;
- en 1994 : Californie, Colorado, Connecticut, Indiana, Kansas, Nevada, Dakota du Nord et Louisiane ;
- en 1995 : Arkansas, Caroline du Nord, Caroline du Sud, Géorgie, Maryland, Montana, New Jersey, Nouveau-Mexique, Pennsylvanie, Utah, Vermont et Wisconsin ;
- en 1996 : Floride, Tennessee et Virginie ;
- en 2006 : Arizona.

### Exemples de condamnations controversées
- En 1995, un jeune homme, Jerry Dewayne Williams, est condamné à 25 ans de prison par un tribunal californien pour le vol d'une part de pizza à Redondo Beach, banlieue de Los Angeles. Williams avait déjà été condamné auparavant pour vols ou possession de drogues. Deux de ces condamnations étant considérées comme assez « sérieuses » par le juge Donald Pitts, pour que le vol de pizza le rende éligible à la règle dite « trois prises, retrait » selon la loi californienne[5].
- Pamela Martinez, condamnée à 25 ans, pour le vol de boîte à outils dans un garage d'un pavillon dans le comté d'Orange (près de Los Angeles) en Californie, délit commis alors qu'elle était ivre morte. Pamela a finalement recouvré la liberté au bout de sept ans, grâce aux efforts d'un juge en fin de carrière[3].
- Daniel Ponce, un toxicomane frappé d'une peine de sûreté de vingt-sept ans, pour avoir dérobé un appareil photo jetable[3].